# Jaroslav Kozák
Jaroslav Kozák (* 29. August 1943) ist ein slowakischer Badmintonspieler und -trainer. 

## Karriere
Jaroslav Kozák wurde 1975 nationaler Meister in der Tschechoslowakei. Bei den föderalen Titelkämpfen der Slowakei gewann er 20 Meistertitel, 13 Mal Silber und 15 Mal Bronze. Es spielte in seiner Karriere für die Vereine Stavbár HS Košice und Lokomotíva Košice. In der Nationalmannschaft der ČSSR stand er in den Jahren von 1968 bis 1974. Als Trainer zeichnet er unter anderem für die Erfolge von Juraj Lenárt und Dagmar Benická verantwortlich.